# Vallgornera (hrad)
Hrad Vallgornera je stavba, která se nachází v obci Perelada v Alto Ampurdán. První písemná zmínka pochází z roku 1123, současný hrad byl vybudován ve 13. století a byl rozšířen během 18. století. Má dvě čtvercové věže na východní straně a nedokonalé obdélníkové nádvoří.
Nyní je ve vlastnictví Santiaga de Sentmenat y Urruela, markýze z Castelldosríus, nástupce hlavní linie. Byl upraven na stylové ubytovací zařízení.
Roku 1988 byl prohlášen španělskou kulturní památkou.